# Liveact
Ein Liveact ist eine Echtzeitproduktion und Darstellung eines musikalischen Ereignisses für anwesendes Publikum und stellt den Gegensatz zu einer Studioproduktion dar, welches das Werk dem Rezipienten auf Informationsträgern (LP, CD usw.) zur Verfügung stellt.

## In der elektronischen Musik
Als Liveact wird von elektronischen Tanzmusikern ein musikalischer Live-Auftritt im Umfeld der elektronischen Musik bezeichnet. Im Unterschied zu einem Konzert ist der Computer bzw. Sequenzer zur Steuerung verschiedener Geräte (Synthesizer, Drumcomputer) von zentraler Bedeutung und nicht die Performance an handgespielten Instrumenten. Liveacts werden meist von Einzelpersonen oder von einem Duo durchgeführt.
Bei den benutzten Instrumenten unterscheidet man grundsätzlich zwischen Software-basierter Arbeitsweise mit virtuellen Instrumenten am Laptop und Hardware auf der anderen Seite. 
Das „Live“-Element im elektronischen Kontext konzentriert sich vor allem auf die Modulation einzelner Klänge (am Synthesizer oder an Effektgeräten) und die Veränderung des programmierten Arrangements durch das Setzen von Loops, das Ein- und Ausblenden einzelner Spuren am Mischpult und das Zusammenfügen programmierter Elemente. Die Herangehensweise ist hierbei sehr individuell und lässt einen weitaus größeren Einfluss auf die Musik zu als sie z. B. ein DJ hat.
Ein DJ spielt Tonträger (Vinyls, CDs, MP3) anderer Produzenten/Künstler und mischt diese in seinem DJ-Set gekonnt ineinander. Hingegen bei einem Liveact werden fast ausschließlich Kompositionen und live-Remixe der auftretenden Künstler gespielt, ineinandergemischt und fast beliebig verändert. 
Bekannt für solche Liveacts sind z. B.:
- Thomas P. Heckmann
- Anthony Rother
- Rob Acid
- Astral Projection
- Neelix
- Casseopaya
- Giuseppe Ottaviani
- Johannes Heil
- The Advent
- Dapayk
- Paul Kalkbrenner
- Richie Hawtin
- The Chemical Brothers
- Alexander Kowalski
- Alter Ego
- Orbital
- Der dritte Raum
- The Prodigy
- Underworld
- Aparde
- Ben Böhmer
- Monolink